# Bradystoma
Bradystoma is een geslacht van kreeftachtigen uit de klasse van de Ostracoda (mosselkreeftjes).

## Soort
- Bradystoma bradyforme Schornikov & Keyser, 2004